# Chromosomes humains

Schéma du génome humain, porté en grande majorité par les chromosomes et en faible proportion par les mitochondries (en bas à gauche). Les deux configurations de chromosomes sexuels (masculine et féminine) sont représentées. Les autosomes sont répartis en sept groupes selon des critères morphologiques. La taille des chromosomes est mesurée en millions de paires de bases.

Dans le schéma des chromosomes humains, chaque cellule somatique humaine possède 22 paires de chromosomes homologues appelés autosomes, numérotés de 1 à 22, et une paire de chromosomes sexuels (également appelés hétérochromosomes ou gonosomes), soit un total de 23 paires.

## Présentation
« Une copie du génome humain entier, soit les 23 chromosomes déroulés et mis bout à bout, mesure 1 mètre. Cela signifie que chaque cellule de notre corps (qui possède deux copies de chaque chromosome) contient plus de 2 mètres d’ADN. Le nombre total des gènes humains est estimé à 21 000 ».
Le sexe d'un individu est déterminé par le Système XY : les femmes possèdent deux chromosomes X (XX) tandis que les hommes possèdent un chromosome X et un chromosome Y (XY). Les deux chromosomes X de la femme sont homologues, mais le chromosome Y n'est homologue au chromosome X que pour une petite partie.
La raison pour laquelle on a deux chromosomes de chaque sorte est qu'on en obtient un de son père et un de sa mère. La présence de deux copies de chaque chromosome est très pratique pour la fonction des cellules et pour l'évolution en général.
Leur désignation a été définie par le Human Chromosome Study Group qui s'est réuni en  1960  à l'Université du Colorado à Denver : la dénomination du chromosome X a été introduite par Hermann Henking et celle de Y par Edmund Beecher Wilson, les autosomes sont numérotés par taille décroissante.

## Statistiques
| Chromosome        | Gènes  | Bases         | bases déterminées* |
| ----------------- | ------ | ------------- | ------------------ |
| 1                 | 2 968  | 245 203 898   | 218 712 898        |
| 2                 | 2 288  | 243 315 028   | 237 043 673        |
| 3                 | 2 032  | 199 411 731   | 193 607 218        |
| 4                 | 1 297  | 191 610 523   | 186 580 523        |
| 5                 | 1 643  | 180 967 295   | 177 524 972        |
| 6                 | 1 963  | 170 740 541   | 166 880 540        |
| 7                 | 1 443  | 158 431 299   | 154 546 299        |
| 8                 | 1 127  | 145 908 738   | 141 694 337        |
| 9                 | 1 299  | 134 505 819   | 120 312 298        |
| 10                | 1 440  | 135 480 874   | 115 187 714        |
| 11                | 2 093  | 134 978 784   | 130 709 420        |
| 12                | 1 652  | 133 464 434   | 129 328 332        |
| 13                | 748    | 114 151 656   | 95 511 656         |
| 14                | 1 098  | 105 311 216   | 87 191 216         |
| 15                | 1 122  | 100 114 055   | 81 117 055         |
| 16                | 1 098  | 89 995 999    | 79 890 791         |
| 17                | 1 576  | 81 691 216    | 77 480 855         |
| 18                | 766    | 77 753 510    | 74 534 531         |
| 19                | 1 454  | 63 790 860    | 55 780 860         |
| 20                | 927    | 63 644 868    | 59 424 990         |
| 21                | 303    | 46 976 537    | 33 924 742         |
| 22                | 288    | 49 476 972    | 34 352 051         |
| X                 | 1 184  | 152 634 166   | 147 686 664        |
| Y                 | 231    | 50 961 097    | 22 761 097         |
| non placés divers | ?      | 25 263 157    | 25 062 835         |
| Total             | 32 040 | 3 095 784 273 | 2 893 415 809      |

## Chromosome 1
- Le chromosome 1, long de 246 millions de paires de base, est le plus grand des chromosomes.
- Il représente 8 % de l'ADN nucléaire.
- Le nombre total de gènes du chromosome 1 est compris entre 2 100 et 2 500.
- Certaines maladies sont en relation avec le chromosome 1.
- Chaque personne a deux chromosomes 1 : l'un d'origine paternelle et l'autre d'origine maternelle.

## Chromosome 2
- Le chromosome 2 est long de 243 millions de paires de base.
- Il représente 8 % de l'ADN nucléaire.
- Le nombre total de gènes du chromosome 2 est compris entre 1 400 et 1 800.
- Certaines maladies sont en relation avec le chromosome 2.
- Chaque personne a deux chromosomes 2 : l'un d'origine paternelle et l'autre d'origine maternelle.

## Chromosome 3
- Le chromosome 3 est long de 200 millions de paires de base.
- Il représente 6,5 % de l'ADN nucléaire.
- Le nombre total de gènes du chromosome 3 est compris entre 1 100 et 1 500.
- Certaines maladies sont en relation avec le chromosome 3.
- Chaque personne a deux chromosomes 3 : l'un d'origine paternelle et l'autre d'origine maternelle.

## Chromosome 4
- Le chromosome 4 est long de 191 millions de paires de base.
- Il représente 6 % de l'ADN nucléaire.
- Le nombre total de gènes du chromosome 4 est compris entre 800 et 1 100.
- Certaines maladies sont en relation avec le chromosome 4.
- Chaque personne a deux chromosomes 4 : l'un d'origine paternelle et l'autre d'origine maternelle.

## Chromosome 5
- Le chromosome 5 est long de 180 millions de paires de base.
- Il représente environ 6 % de l'ADN nucléaire.
- Le nombre total de gènes du chromosome 5 est compris entre 900 et 1 300.
- Certaines maladies sont en relation avec le chromosome 5.
- Chaque personne a deux chromosomes 5 : l'un d'origine paternelle et l'autre d'origine maternelle.

## Chromosome 6
- Le chromosome 6 est long de 170 millions de paires de base.
- Il représente entre 5,5 % et 6 % de l'ADN nucléaire.
- Le nombre total de gènes du chromosome 6 est compris entre 1 100 et 1 600.
- Certaines maladies sont en relation avec le chromosome 6.
- Chaque personne a deux chromosomes 6 : l'un d'origine paternelle et l'autre d'origine maternelle.

## Chromosome 7
- Le chromosome 7 est long de 158 millions de paires de base.
- Il représente entre 5 % et 5,5 % de l'ADN nucléaire.
- Le nombre total de gènes du chromosome 7 est compris entre 1 000 et 1 400.
- Certaines maladies sont en relation avec le chromosome 7.
- Chaque personne a deux chromosomes 7 : un d'origine paternelle et un d'origine maternelle.

## Chromosome 8
- Le chromosome 8 est long de 146 millions de paires de base.
- Il représente entre 4,5 % et 5 % de l'ADN nucléaire.
- Le nombre total de gènes du chromosome 8 est compris entre 700 et 1 000.
- Certaines maladies sont en relation avec le chromosome 8.
- Chaque personne a deux chromosomes 8 : l'un d'origine paternelle et l'autre d'origine maternelle.

## Chromosome 9
- Le chromosome 9 est long de 136 millions de paires de base.
- Il représente entre 4 et 4,5 % de l'ADN nucléaire.
- Le nombre total de gènes du chromosome 9 est compris entre 800 et 1 200.
- Certaines maladies sont en relation avec le chromosome 9.
- Chaque personne a deux chromosomes 9 : l'un d'origine paternelle et l'autre d'origine maternelle.

## Chromosome 10
- Le chromosome 10 est long de 135 millions de paires de base.
- Il représente entre 4 et 4,5 % de l'ADN nucléaire.
- Le nombre total de gènes du chromosome 10 est compris entre 800 et 1 200.
- Certaines maladies sont en relation avec le chromosome 10.
- Chaque personne a deux chromosomes 10 : l'un d'origine paternelle et l'autre d'origine maternelle.

## Chromosome 11
- Le chromosome 11 est long de 134 millions de paires de base.
- Il représente entre 4 et 4,5 % de l'ADN nucléaire.
- Le nombre total de gènes du chromosome 11 est compris entre 1 300 et 1 700.
- Certaines maladies sont en relation avec le chromosome 11.
- Chaque personne a deux chromosomes 11 : l'un d'origine paternelle et l'autre d'origine maternelle.

## Chromosome 12
- Le chromosome 12 est long de 132 millions de paires de base.
- Il représente entre 4 et 4,5 % de l'ADN nucléaire.
- Le nombre total de gènes du chromosome 12 est compris entre 1 000 et 1 300.
- Certaines maladies sont en relation avec le chromosome 12.
- Chaque personne a deux chromosomes 12 : l'un d'origine paternelle et l'autre d'origine maternelle.

## Chromosome 13
- Le chromosome 13 est long de 113 millions de paires de base.
- Il représente entre 3,5 % et 4 % de l'ADN nucléaire.
- Le nombre total de gènes du chromosome 13 est compris entre 300 et 700.
- Certaines maladies sont en relation avec le chromosome 13.
- Chaque personne a deux chromosomes 13 : l'un d'origine paternelle et l'autre d'origine maternelle.

## Chromosome 14
- Le chromosome 14 est long de 105 millions de paires de base.
- Il représente entre 3 et 3,5 % de l'ADN nucléaire.
- Le nombre total de gènes du chromosome 14 est compris entre 700 et 1 200.
- Certaines maladies sont en relation avec le chromosome 14.
- Chaque personne a deux chromosomes 14 : l'un d'origine paternelle et l'autre d'origine maternelle.

## Chromosome 15
- Le chromosome 15 est long de 100 millions de paires de base.
- Il représente entre 3 et 3,5 % de l'ADN nucléaire.
- Le nombre total de gènes du chromosome 15 est compris entre 700 et 900.
- Certaines maladies sont en relation avec le chromosome 15.
- Chaque personne a deux chromosomes 15 : l'un d'origine paternelle et l'autre d'origine maternelle.

## Chromosome 16
- Le chromosome 16 est long de 90 millions de paires de base.
- Il représente un peu moins de 3 % de l'ADN nucléaire.
- Le nombre total de gènes du chromosome 16 est compris entre 850 et 1 200.
- Certaines maladies sont en relation avec le chromosome 16.
- Chaque personne a deux chromosomes 16 : l'un d'origine paternelle et l'autre d'origine maternelle.

## Chromosome 17
- Le chromosome 17 est long de 81 millions de paires de base.
- Il représente entre 2 et 2,5 % de l'ADN nucléaire.
- Le nombre total de gènes du chromosome 17 est compris entre 1 200 et 1 500.
- Certaines maladies sont en relation avec le chromosome 17.
- Chaque personne a deux chromosomes 17 : l'un d'origine paternelle et l'autre d'origine maternelle.

## Chromosome 18
- Le chromosome 18 est long de 76 millions de paires de base.
- Il représente 2,5 % de l'ADN nucléaire.
- Le nombre total de gènes du chromosome 18 est compris entre 300 et 400.
- Certaines maladies sont en relation avec le chromosome 18.
- Chaque personne a deux chromosomes 18 : l'un d'origine paternelle et l'autre d'origine maternelle.

## Chromosome 19
- Le chromosome 19 est long de 63 millions de paires de base.
- Il représente entre 2 et 2,5 % de l'ADN nucléaire.
- Le nombre total de gènes du chromosome 19 est compris entre 1 300 et 1 700.
- Certaines maladies sont en relation avec le chromosome 19.
- Chaque personne a deux chromosomes 19 : l'un d'origine paternelle et l'autre d'origine maternelle.

## Chromosome 20
- Le chromosome 20 est long de 63 millions de paires de base.
- Il représente entre 2 et 2,5 % de l'ADN nucléaire.
- Le nombre total de gènes du chromosome 20 est compris entre 600 et 800.
- Certaines maladies sont en relation avec le chromosome 20.
- Chaque personne a deux chromosomes 20 : l'un d'origine paternelle et l'autre d'origine maternelle.

## Chromosome 21
- Le chromosome 21 est long de 47 millions de paires de base.
- Il représente 1,5 % de l'ADN nucléaire.
- Le nombre total de gènes du chromosome 21 est compris entre 200 et 400.
- Certaines maladies sont en relation avec le chromosome 21.
- Chaque personne a deux chromosomes 21 : l'un d'origine paternelle et l'autre d'origine maternelle.
- Il peut en avoir 3 s'il est atteint de trisomie 21

## Chromosome 22
- Le chromosome 22 est long de 49 millions de paires de base.
- Il représente entre 1,5 % et 2 % de l'ADN nucléaire.
- Le nombre total de gènes du chromosome 22 est compris entre 500 et 800.
- Certaines maladies sont en relation avec le chromosome 22.
- Chaque personne a deux chromosomes 22 : l'un d'origine paternelle et l'autre d'origine maternelle.

## Chromosome X
- Le chromosome X est long de 153 millions de paires de base.
- Il représente 5 % de l'ADN nucléaire.
- Le nombre total de gènes du chromosome X est de 1 098.
- Certaines maladies sont en relation avec le chromosome X. Il peut aussi causer l'intersexuation.
- Les femelles ont deux chromosomes X : l'un d'origine paternelle et l'autre d'origine maternelle.
- Les mâles ont un chromosome X d'origine exclusivement maternelle.

## Chromosome Y
- Le chromosome Y est long de 50 millions de paires de base.
- Il représente entre 1,5 % et 2 % de l'ADN nucléaire.
- Le nombre total de gènes du chromosome Y est compris entre 70 et 300.
- Certaines maladies sont en relation avec le chromosome Y. Il peut aussi causer l'intersexuation.
- Les femelles n'ont aucun chromosome Y.
- Les mâles ont un chromosome Y d'origine exclusivement paternelle.